# Фонк
Фонк (енгл. phonk) јесте поджанр хип-хоп и треп музике директно инспирисан репом из Мемфиса из 1990-их. Углавном присутна на платформи SoundCloud, музику карактеришу вокали са старих мемфиских реп трака и узорци хип хопа раних 1990-их, често их комбинујући са елементима џеза и фанка . Жанр примењује технике изобличења као што су „chopped and screwed” да би се створио тамнији звук.
Првобитно развијен 2000-их у јужним Сједињеним Државама, углавном у Хјустону и Мемфису, рани пионири жанра су DJ Screw, X-Raided, DJ Spanish Fly, DJ Squeeky, и колектив Three 6 Mafia. Крајем 2010-их, кроз платформе за стриминг као што је SoundCloud, жанр је развио већи нагласак на џез и класични хип хоп.
Популаризован од стране ТикТок- а и дрифт заједнице у друштвеним медијима, „дрифт фонк“ је поџанр фонка који се појавио у Русији; његове главне карактеристике су употреба крављих звона и високог баса..Обично се користи у ло-фи видео снимцима који приказују аутомобиле који лебде.

## Историја
Фонк је узео инспирацију из треп корена у јужним Сједињеним Државама средином 1990-их. Уметници или музичке групе као што су DJ Screw, X-Raided, DJ Spanish Fly, DJ Squeeky и колектив Three 6 Mafia, сви су помогли у постављању темеља за жанр који се појавио много година касније, са Хјустонским "chopped and screwed" виђен као претеча жанра. Док је фонк замро крајем 2000-их, поново се појавио почетком 2010-их, захваљујући уметницима као што је SpaceGhostPurrp.
Реч „фонк“ је популаризовао SpaceGhostPurrp, који је објавио песме као што су "Pheel tha Phonk", "Bringin' tha Phonk", and "Keep Bringin' tha Phonk". У интервјуу је објаснио да је „фонк сленг за фанк“, у вези са музичким жанром Џи-фанк. Јутјуб канали, као што су Ryan Celsius, Sad Soundcloud and Trillphonk, такође су помогли популаризацији жанра. Продуценти Фонка су наставили да гурају овај звук у андерграунд, пре него што је жанр добио прави замах средином 2010-их.
До краја 2017., фонк се удаљио од „оштрог, мрачног, Мемфис оријентисаног звука “, укључивши модерније вокале, са елементима џеза и класичног хип хопа. Целзијус је овај ток фонка описао као „ретки фонк“, који карактерише „више чишћи, скоро мејнстрим треп звук“. Између 2016. и 2018. фонк је био један од најслушанијих жанрова на SoundCloud-у, са хештагом #phonk међу најпопуларнијим сваке године.
У мају 2021, након пораста популарности жанра у Русији, Спотифај је објавио своју званичну фонк плејлисту.

## Карактеристике
Директно инспирисан репом из Мемфиса из 1990-их, фонк карактеришу стари мемфиски реп вокали и узорци хип хопа раних 1990-их. Често се комбинују са семпловима џеза и фанка. Углавном се користи техника chopped and screwed, како би се направио тамнији звук.
Посебност фонка је чињеница да није усидрен за регионалну „сцену“: ово је повезано са природом самог SoundCloud-а као онлајн платформе, која истиче поџанрове изведене из хип хопа и експерименталног попа. Други значајни уметници повезани са „нев-аге фонком“ укључују DJ Smokey, DJ Yung Vamp, Soudiere, и Mythic.
Поред свог музичког аспекта, фонк карактерише препознатљива естетика, која укључује слике цртаних филмова као што је Симпсонови фан-арт. Фонк уметници често користе графику у стилу „Pen & Pixel “ за своје ЕП и албуме.

## Дрифт фонк
„Дрифт фонк“, поджанр фонка, појавио се крајем 2010-их у Русији. Карактерише га употреба високог баса, звона и изобличених звукова, чинећи текстове семплова често непрепознатљивим. Темпо дрифт фонк нумера је такође висок. Дрифт фонк видео снимци често користе клипове дрифта и уличних тркачких аутомобила, што га чини популарним у онлајн аутомобилској култури. Жанр је брзо постао популаран кроз апликацију ТикТок 2020. Већина истакнутих произвођача дрифт фонка долази из Русије.